# Bod zvratu
Bod zvratu (anglicky break even point) je takové množství produkce firmy, při kterém nevzniká žádný zisk ani ztráta. Dosahuje-li firma této produkce, pak se tržby rovnají nákladům.
Při spuštění kolmice na horizontální osu procházející průsečíkem celkových nákladů a výnosů zjistíme, jaké minimální množství variabilního výstupu je nutné pro výsledný zisk rovný nule nebo větší než nula. Zvyšováním produkce Q od tohoto bodu dále budeme dosahovat vyšších zisků.

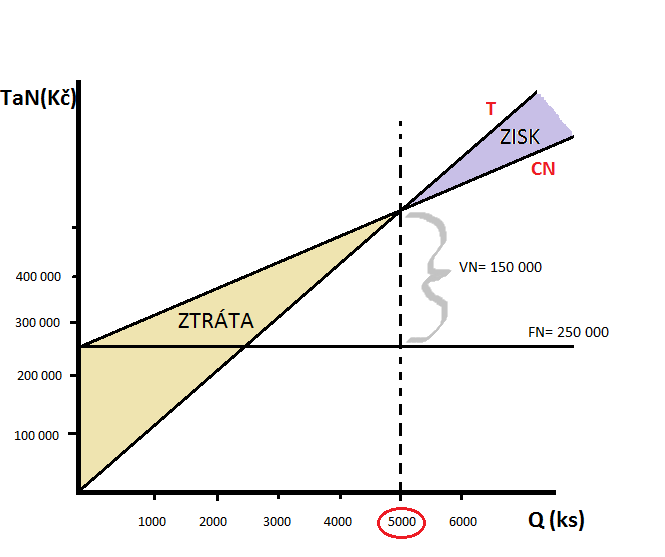
Ukázkový graf analýzy bodu zvratu

Vzorec pro výpočet bodu zvratu:
Q = FN / (p-b)
FN - fixní náklady
p - cena ks
b - variabilní náklady na ks

## Analýza bodu zvratu
Analýza bodu zvratu - vztah mezi náklady a tržbami
Základní pojmy:
1. FIXNÍ NÁKLADY - Náklady, které se nemění se změnami v objemu. Firma je platí neustále ve stejné výši, i když nic nevyrábí (např. administrativa).
2. VARIABILNÍ NÁKLADY - Náklady, které se mění v souvislosti se změnami produkce.

- Proporcionální náklady - rostou stejným tempem jako objem produkce (přímý materiál)
- Progresivní náklady - rostou rychleji než objem produkce (reklama)
- Degresivní náklady - rostou pomaleji než objem produkce (spotřeba energie)

1. CELKOVÉ NÁKLADY - (CN) = FN + VN

Výpočet bodu zvratu Bod zvratu (Q) je moment, kdy se celkové náklady na určitý počet kusů vyrovnají tržbám za určitý počet kusů.
Q = FN/(P-VN)
Vysvětlivky:
- FN = fixní náklady
- FN(1)= fixní náklady na jeden výrobek
- VN = variabilní náklady
- VN(1)= variabilní náklady na jeden výrobek
- CN = celkové náklady
- CN(1)= celkové náklady na jeden výrobek
- Q(1)= počet kusů při určité produkci
- Q = bod zvratu
- P = prodejní cena
- Z(ZT)= zisk/ztráta

Ukázkový příklad + vzorce pro výpočet
Zadání:
FN= 167 000 FN(1)= 668
VN= 88 750 VN(1)= 355
CN= 255 750 CN(1)= 1023
Q(1)= 250ks
Výpočet prodejní ceny:
(se ziskovou přirážkou 25%)
P= CN(1) + 25%CN(1)
P= 1023 + 256
P= 1279
Výpočet bodu zvratu:
Q= FN/P-VN(1)
Q= 181ks
Kontrola:
T= Q x P
T= 231 499
CN= FN + (VN(1)x Q)
CN= 231 255
TN = CN
Výpočet zisk/ztráta:
T= P x Q(1)
CN= FN + (VN(1) x Q(1))
Z(ZT)= T - CN